# Otto Kerner
Otto Kerner Jr. (Chicago, 15 agosto 1908 – Chicago, 9 maggio 1976) è stato un politico, magistrato e generale statunitense, 33º governatore dell'Illinois.
Fu a capo della commissione Kerner che prese da lui il nome, e in seguito fu il primo magistrato federale statunitense in carica ad essere condannato penalmente.

## Biografia

### Carriera militare
Era figlio del giudice Otto Kerner, importante magistrato dell'Illinois che fu a capo della Corte d'Appello degli Stati Uniti per il VII distretto (carica che a sua volta avrebbe ricoperto il figlio). Studiò all'Università Brown e in seguito nel Regno Unito all'Università di Cambridge, divenendo avvocato.
Entrato nell'azienda legale del padre, nel 1934 si sposò con Helena Cermak, figlia del sindaco di Chicago Anton Cermak. Nel 1935 si arruolò nella milizia dell'Illinois, di cui nel 1941 era diventato capitano. Dopo l'attacco a Pearl Harbor e la mobilitazione generale degli Stati Uniti, appena entrati nella seconda guerra mondiale, venne richiamato prima nella Guardia Nazionale e poi direttamente nell'esercito americano col grado di maggiore. Combatté in Nordafrica e Italia, partecipando allo sbarco in Sicilia. Con la fine della guerra in Europa venne trasferito sul fronte pacifico, venendo congedato dal servizio attivo nel dicembre 1945. Continuò a far parte della Guardia Nazionale fino al 1954, venendo infine congedato col grado di maggior generale. Per i suoi meriti militari ricevette una Bronze Star Medal.

### Carriera politica
Rientrato in patria, divenne giudice per la contea di Cook e cominciò la propria carriera politica nelle file del Partito Democratico, venendo eletto governatore dell'Illinois nel 1961 dopo aver sconfitto l'uscente William G. Stratton. Come governatore si dimostrò fermo e pronto ad andar contro anche al suo stesso partito, affrontando dure opposizioni interne ed esterne quando propose un aumento delle tasse sui beni primari.
Il governo di Kerner andò presto degenerando: tra il 1963 e il 1964 lo Stato fu paralizzato da serrate lotte politiche che portarono alle caotiche elezioni locali di quell'anno, e Chicago tra il 1965 e il 1967 vide frequenti violenze razziali tra bianchi e afroamericani, costringendo il governatore a chiamare la Guardia Nazionale per riportare l'ordine. Dal 1962 inoltre Kerner aveva cominciato a condurre affari illeciti legati al mondo del gioco d'azzardo e delle truffe finanziarie, utilizzando soldi pubblici e presentando false dichiarazioni dei redditi.
Nel 1967 il presidente degli Stati Uniti d'America Lyndon B. Johnson nominò il governatore a capo di una commissione sui disordini civili che in quel periodo interessavano la nazione, che per questo venne detta commissione Kerner. Il rapporto finale della commissione (il Rapporto Kerner) dipinse un'America divisa, con fratture sociali tra bianchi e afroamericani ai limiti dell'insanabile; il Rapporto Kerner divenne quindi un documento fondamentale nella lotta degli afroamericani per i diritti civili, venendo ampiamente citato nel dibattito pubblico almeno fino agli anni 1990.

### Ultimi anni
Nel 1968 si dimise dal ruolo di governatore per poter stare accanto alla moglie Helena, gravemente malata, e Johnson lo nominò giudice del VII circuito della Corte d'appello degli Stati Uniti d'America. Nel 1971 tuttavia emersero i gravi illeciti commessi durante il suo mandato da governatore, e nel dicembre dello stesso anno venne accusato da un gran giurì federale di corruzione. Kerner rifiutò di dimettersi dal ruolo di giudice, venendo infine condannato nel 1973 a tre anni di carcere e ad una multa di 50 000 dollari. La sentenza venne temporaneamente sospesa per permettergli di rimanere accanto alla moglie ormai morente, deceduta nello stesso 1973. L'anno successivo perse quindi il suo incarico e fu incarcerato a Lexington in Kentucky, venendo tuttavia rilasciato dopo pochi mesi perché ammalato di cancro ai polmoni, morendo nel 1976.
Negò sempre di aver commesso i crimini imputatigli. Nonostante la controversa eredità politico-giudiziaria, è ancora oggi ricordato per il suo ruolo fondamentale nella lotta ai diritti civili degli afromericani.